# Valentine Prax
Valentine Henriette Prax (Annaba, 23 juli 1897 – Parijs, 15 april 1981) was een Franse schilderes.

## Leven en werk
Prax werd geboren in Algerije uit Franse ouders. Ze studeerde aan de École des Beaux-Arts in Algiers. In 1919 trok ze naar Parijs, waar ze een kamer huurde aan de rue Rousselet. Ze ontmoette de kunstenaar Ossip Zadkine, een van haar buren, en trouwde met hem in 1920. Ze nam met haar werk deel aan diverse tentoonstellingen. Het dorpsleven in Zuid-Frankrijk was een van haar voornaamste inspiratiebronnen. In 1928 kocht het paar een atelierwoning aan de rue d'Assas in Parijs en in 1934 een buitenhuis met atelier in Les Arques.
Aan het begin van de Tweede Wereldoorlog vluchtte Zadkine, die een half-jood was, naar de Verenigde Staten. Prax bleef in Frankrijk achter. Ze kwam in opstand tegen de nazi's, die dreigden hun ateliers in Parijs en Les Arques als 'joods bezit' te confisqueren. Na de oorlog was ze de drijvende kracht achter de carrière van haar man. De stijl van haar eigen schilderwerk veranderde en werd meer kubistisch; mythologie en haar herinneringen aan Algerije gingen een grotere rol spelen.
Prax beijverde zich voor de oprichting van een museum voor het werk van Zadkine. Een jaar na haar overlijden in 1981 werd in het Parijse atelier het Musée Zadkine geopend. Ook in hun voormalig huis in Les Arques is sinds 1988 een museum gevestigd, waar werk van het kunstenaarsechtpaar is te zien.